# Alpena (Michigan)
Alpena is een plaats (city) in de Amerikaanse staat Michigan, en valt bestuurlijk gezien onder Alpena County.

## Demografie
Bij de volkstelling in 2000 werd het aantal inwoners vastgesteld op 11.304.
In 2006 is het aantal inwoners door het United States Census Bureau geschat op 10.637, een daling van 667 (-5,9%).

## Geografie
Volgens het United States Census Bureau beslaat de plaats een oppervlakte van
23,5 km², waarvan 21,7 km² land en 1,8 km² water. Alpena ligt op ongeveer 183 m boven zeeniveau.

## Plaatsen in de nabije omgeving
De onderstaande figuur toont nabijgelegen plaatsen in een straal van 36 km rond Alpena.